# 바샤로슈너메니구

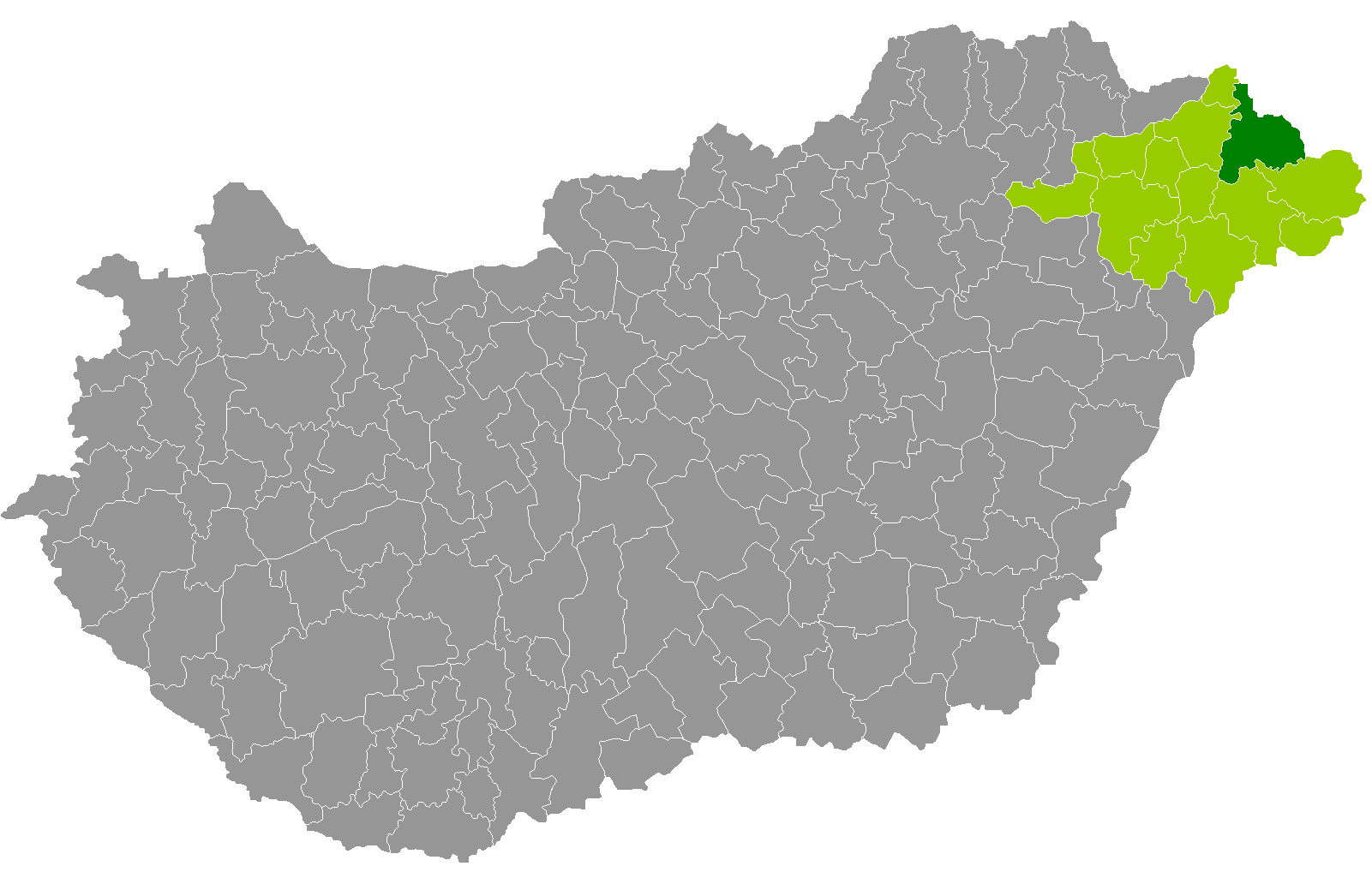
서볼치서트마르베레그주 지도에 표시된 바샤로슈너메니구의 위치

바샤로슈너메니구(헝가리어: Vásárosnaményi járás)는 헝가리 서볼치서트마르베레그주에 위치한 구로 구청 소재지는 바샤로슈너메니이며 면적은 617.94km2, 인구는 35,323명(2011년 기준), 인구 밀도는 57명/km2이다.
남쪽으로는 페헤르저르머트구, 마테설커구, 서쪽으로는 벅털로란트하저구, 키슈바르더구, 자호니구와 접하며 북동쪽으로는 우크라이나와 국경을 접한다. 28개 지방 자치체(2개 시, 26개 마을)를 관할한다.

구 문장